# Denkmal für die Gefallenen des Deutsch-Französischen Krieges 1870/71 (Bassum)
Das Denkmal für die Gefallenen des Deutsch-Französischen Krieges 1870/71 in Bassum steht in der Mitte eines Kreisverkehrs der Kreuzung der Bremer Straße, Wilhelm-Rohlfs-Straße und der Syker Straße. Es stammt von 1885.
Das Denkmal ist ein Baudenkmal in Bassum.

## Geschichte
Das Denkmal zum Deutsch-Französischen Krieg wurde 1885 vor dem früheren Amtsgericht, heute Volksbank Bremer Straße 28, aufgestellt. Das Sandsteindenkmal besteht aus einem achteckigen Sockel mit vier Tafeln vom Einbecker Bildhauer Lanschke, dem runden glatten Schaft mit einem umrankten Wappenschild mit Inschrift, einer achteckigen Bekrönung und darauf der Skulptur des Reichsadlers. Die Namen 30 gefallener Soldaten aus dem Amt Freudenberg sind in die Platten eingraviert. Hier stand es bis Ende der 1960er Jahre.
Es wurde dann in die Nähe der Freudenburg (Am Damm 9a) versetzt und im Mai 2001 in die Mitte des Kreisverkehrs der Kreuzung der früheren Bundesstraße B 51 (Bremer Straße) und der früheren B 61 (Syker Straße). Diese Maßnahme war im Ort umstritten.